# 前502年
| 千纪： | 前1千纪 |
| 世纪： | 前7世纪 \| 前6世纪 \| 前5世纪 |
| 年代： | 前530年代 \| 前520年代 \| 前510年代 \| 前500年代 \| 前490年代 \| 前480年代 \| 前470年代 |
| 年份： | 前507年 \| 前506年 \| 前505年 \| 前504年 \| 前503年 \| 前502年 \| 前501年 \| 前500年 \| 前499年 \| 前498年 \| 前497年                                                                                         |
| 纪年： | 周敬王十八年 魯定公八年 齊景公四十六年 晉定公十年 秦哀公三十五年 宋景公十五年 楚昭王十四年 卫灵公三十三年 陈怀公四年 蔡昭侯十七年 曹靖公四年 郑献公十二年 燕简公三年 杞悼公十六年 吴王阖闾十三年 越王允常九年 |

## 大事記
- 正月，魯定公發兵入侵齊國，攻打陽州的城門。魯定公攻打廩丘外城。廩丘守將放火焚燒沖城的戰車，有人把麻布短衣沾濕了滅火，就攻破了外城。守將出戰，魯軍奔逃。
- 夏，高張、國夏率軍討伐魯國西面邊境，晉國由士鞅、趙鞅、荀寅率軍援救魯國。
- 魯定公8年，公山不狃和陽虎聯合，劫持季桓子，公山不狃使人召孔子，孔子欲往，因子路反對而未成行。